# 名古屋経済大学の人物一覧
名古屋経済大学の人物一覧は名古屋経済大学に関係する人物の一覧記事。

## 著名な教職員
- 佐々木雄太 - 政治学者、現学長（2012年4月 - )
- 今井彰 - 客員教授、作家。
- 水田珠枝 - 名誉教授。元経済学部教授。思想史研究者。
- 稲井玲子 - 人間生活科学部・人間生活科学研究科教授。栄養学者。
- 岩﨑一生 - 名誉教授。法学者。
- 上延麻耶 - 人間生活学部・人間生活科学研究科教授。栄養学者
- 中山武憲 - 法学研究科教授。元公取官僚。
- 酒巻俊雄 - 法学・会計学研究科教授。法学博士。弁護士。
- 本庄資 - 法学・会計学研究科教授。経済学博士。
- 友杉芳正 - 会計学研究科客員教授。公認会計士・監査審査会会長。
- 小林重雄 - 人間生活科学研究科客員教授。

## 著名な出身者
- 安強羅 - 大相撲力士
- 江崎大輔 - 高校野球監督
- 神山裕右 - 江戸川乱歩賞最年少受賞者
- 黒沼咲百 - バスケットボール選手
- 遠山佳奈 - バスケットボール選手
- 中尾輝 - プロ野球選手
- 平湯皓基 - プロ野球選手
- ハディ・ダフェ - バスケットボール選手
- 馬場美恵子 - ローカルタレント、元アナウンサー
- 松崎悦子 - フォークソング歌手、チェリッシュメンバー　※短大卒
- 松澤海斗 - プロサッカー選手
- 山田拓郎 - 元犬山市長